# コンボギャムダ県
コンボギャムダ県（コンボギャムダけん）は中華人民共和国チベット自治区ニンティ市の県の一つ。県名はチベット語で「窪地の大きな谷口」の意。県政府所在地はコンボギャムダ鎮（工布江達鎮）。

## 行政区画
3鎮、6郷を管轄：
- 鎮：コンボギャムダ鎮（工布江達鎮）、金達鎮、巴河鎮
- 郷：朱拉郷、錯高郷、仲莎郷、江達郷、娘蒲郷、加興郷

## 交通

### 道路

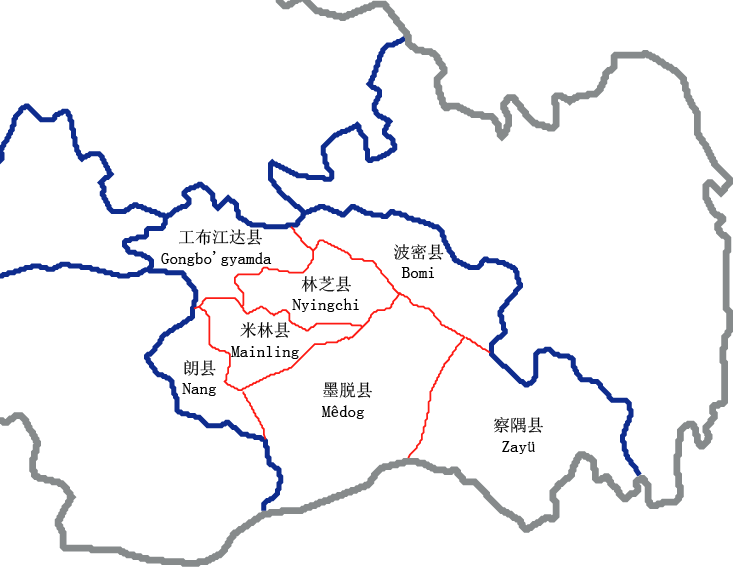
ニンティ地区の行政区画

- 高速道路
  -  雅葉高速道路（中国語版）
- 国道
  - G318国道